# Антоніо Раїльйо
Антоніо Раїльйо (ісп. Antonio Raíllo, нар. 8 жовтня 1991, Кордова) — іспанський футболіст, центральний захисник клубу «Мальорка».

## Ігрова кар'єра
Народився 8 жовтня 1991 року в місті Кордова. Вихованець дитячої команди «Астур», з якої 2003 року перейшов до кантери хіхонського «Спортінга».
У дорослому футболі дебютував 2010 року виступами за команду нижчолігову команду «Пособланко». Згодом протягом 2011–2015 років грав за други команди декількох провідних іспанських клубів — за «Реал Бетіс Б», «Кордову Б» та «Еспаньйол Б».
У сезоні 2015/16 дебюутував за основну команду «Еспаньйола», утім невдовзі був відданий в оренду до «Понферрадіни».
2016 року приєднався до «Мальорки», в якій швидко став основним гравцем у центрі захисту.